# Hofele-Design
HOFELE-Design有限公司（英語：HOFELE-Design GmbH）于1983年在德国格平根区德茨道夫成立，是梅赛德斯-奔驰专业汽车改造公司。该公司亦是SAE International所认可之汽车制造商，并获得了Kraftfahrt-Bundesamt（KBA）所颁发的全球制造商标识（WMI）代码。

## 历史
HOFELE-Design的汽车和航空技术有着100多年的历史。1915年以来，霍夫勒家族一直与梅赛德斯-奔驰保持密切联系。
| 1983年        | HOFELE-Design公司创立 |
| 1987年        | 迁入更大的办公楼，位于Herrengartenstr街6号，还设有一间面积为1.2平方米的仓库                                                                        |
| 1993年        | Hofele-Design为大众汽车开发创新产品 |
| 1995年        | HOFELE-Design为马自达德国开发和生产产品 |
| 1998年        | HOFELE正式为VW-VOLKSWAGEN WORKS设计和生产，用于新款BEETLE的市场推出，为欧洲大众汽车经销商提供4.000“甲壳虫踏板车”                                   |
| 2000年        | Hofele-Design迁入新建的Hofele工厂，设有办公楼，生产，仓库和技术开发中心                                                                            |
| 2002年        | HOFELE-Design在日内瓦的汽车沙龙上展示了奥迪的“单框架”前格栅的第一个想法。 Hofele-Design为新款梅赛德斯 - 奔驰Smart Fortwo开发了完整的配件产品系列。 |
| 2003年-2007年 | 在这些年里，HOFELE-Design为LORINSER制作了所有新设计，并为Lorinser Mercedes-Benz Tuner开发了车身套件和运动型排气系统。                              |
| 2007年        | HOFELE-Design开始销售奥迪AG车型的Hofele产品系列。                                                                                                  |
| 2018年        | HOFELE-Design成为戴姆勒股份公司在梅赛德斯-奔驰品牌改装车领域的官方合约伙伴。                                                                       |

### 第一代——卡尔·霍夫勒
尔·霍夫勒（Carl Hofele）是现任公司老板的祖父，1915年曾在Karl Benz& Cie当过学徒。他后来成为飞机制造先驱之一，于1928年与Wolf Hirth合作设计并制造了其第一架飞行滑翔机。他还创立了Fliegergruppe 1928 Donzdorf e.V.，是德国创立较早的航空俱乐部，在80多年后仍然存在，并且在德茨道夫附近的Messelberg山拥有一个机场。

### 第二代——布鲁诺·霍夫勒
1946年，卡尔的儿子布鲁诺·霍夫勒（Bruno Hofele）曾和Böhringer一起担任实习工程师，并参与了新乌尼莫克的建造和生产。该产品于1951年被戴姆勒-奔驰收购。从那里，Bruno开始研发和创造新产品，例如Stauferland（可折叠和小型大篷车和房车）经过进一步改良可完全配备福特全顺轻型卡车。 1977年，他发明了第一个滑雪盒，并获得了官方专利。 自1978年以来，Hofele一直在为戴姆勒-奔驰提供这些滑雪盒。

### 第三代——马丁·霍夫勒和迈克尔·霍夫勒
马丁·霍夫勒与迈克尔·霍夫勒为布鲁诺之子，他们着迷于赛车运动，并热衷于改装自己或朋友的车辆。1983年，马丁在父亲的双层车库中开始了HOFELE-Design业务，随后，迈克尔也在1987年加入其中，后来他们搬迁到Donzdorf的Herrengartenstr街6号一座更大的建筑中。
2000年，HOFELE-Design取得了Hermann-Schwarz街11号的营运场地（距旧办公室约1.4公里）两兄弟继续设计和制造其汽车产品。
自2018年起，HOFELE-Design成为戴姆勒股份公司旗下梅赛德斯-奔驰品牌的改装车领域官方合约伙伴。

## 运营服务
HOFELE-Design主要为用户提供一些打造个性化车辆的方案。

## 改装型号
梅赛德斯-奔驰迈巴赫
- 基于梅赛德斯 - 奔驰邁巴赫，X222 Facelift

梅赛德斯-奔驰S级
- 基于梅赛德斯-奔驰S级，W / V 222改款

梅赛德斯-奔驰GLS
- 基于梅赛德斯 - 奔驰GLS，X 166 Facelift

梅赛德斯-奔驰G级
- 基于梅賽德斯-賓士G系列，W 463新车型2018

梅赛德斯-奔驰GLE
- 基于梅赛德斯 - 奔驰GLE-Coupé-Class，C 292

梅赛德斯-奔驰GLC
- 基于奔驰GLC-Coupé-Class，C 253

梅赛德斯 - 奔驰GLA级
- 基于梅赛德斯-奔驰GLA级 SUV，X 156

梅赛德斯-奔驰CLS级
- 基于梅賽德斯-賓士CLS系列 C 257

梅赛德斯-奔驰E级
- 基于梅赛德斯-奔驰E级，2016-，W 2013

梅赛德斯-奔驰C级
- 基于梅赛德斯-奔驰C级2018-，W 205

梅赛德斯 - 奔驰CLA级
- 基于梅赛德斯-奔驰CLA级 C 117

梅赛德斯 - 奔驰A级
- 基于梅赛德斯-奔驰A级2018-，W 177

## 记录
HOFELE-Design被SAE International认可为汽车制造商，并获得Kraftfahrt-Bundesamt（KBA）颁发的全球制造商标识（WMI）规范。
2010年，欧洲汽车杂志出版商为HOFELE-Design颁发了“运动汽车”奖，其中“SR8”概念车基于奥迪A8。同年，商会授予HOFELE-Design以25年的世界卓越出口奖。